# Змаєво
Змаєво (серб. Змајево) — село в Сербії, належить до общини Вербас Південно-Бацького округу в багатоетнічному, автономному краю Воєводина.

## Населення
Населення села становить 4495 осіб (2002, перепис), з них:
- серби — 3177 — 72,85 %;
- чорногорці — 435 — 9,97 %;
- мадяри — 435 — 7,01 %;

Решту жителів  — з десяток різних етносів, зокрема: роми, хорвати, словаки і більше сотні русинів-українців.

## Примітки

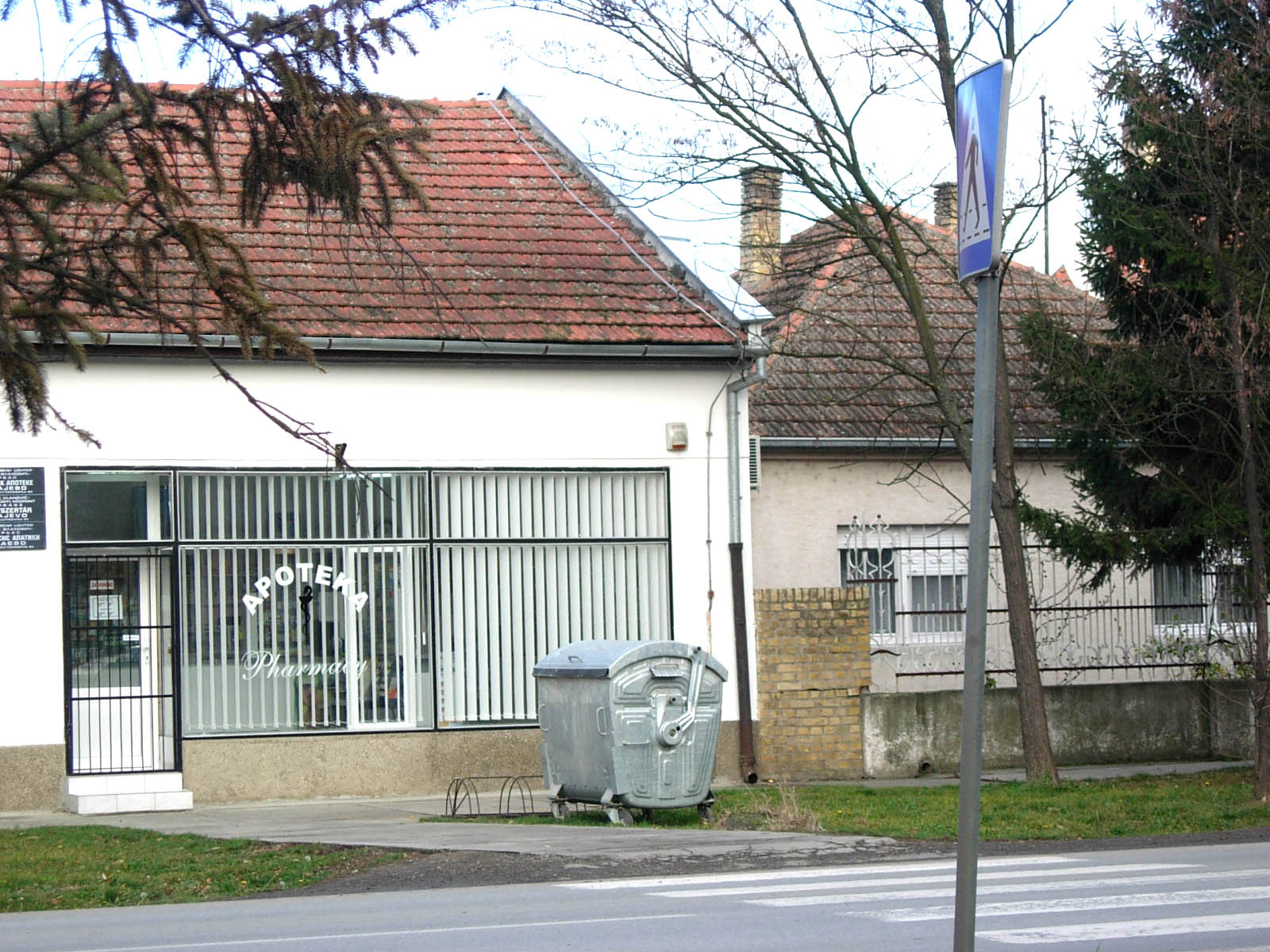
Аптека